# Hemiergis talbingoensis
Hemiergis talbingoensis — вид сцинкоподібних ящірок родини сцинкових (Scincidae). Ендемік Австралії.

## Підвиди
Виділяють два підвиди:
- Hemiergis talbingoensis talbingoensis Copland, 1946 — південний схід Нового Південного Уельсу, схід Вікторії;
- Hemiergis talbingoensis davisi Copland, 1946 — південний східКвінсленду, схід Нового Південного Уельсу.

## Поширення і екологія
Hemiergis talbingoensis мешкають на крайньому південному сході Квінсленду, на сході Нового Південного Уельсу та Вікторія. Вони живуть в сухих склерофільних лісах і рідколіссях, трапляються на луках та на соснових плантаціях.